# Rhomphaea hyrcana
Rhomphaea hyrcana là một loài nhện trong họ Theridiidae.
Loài này thuộc chi Rhomphaea. Rhomphaea hyrcana được Dmitri Viktorovich Logunov & Yuri M. Marusik miêu tả năm 1990.